# Рагімов Дадаш Бахман-огли
Рагімов Дадаш Бахман-огли (*20 січня 1932, село Сійов, Лерікський район, Азербайджан) — азербайджанський іхтіолог, доктор біологічних наук. Здобув освіту у Бакинському університеті. Працює в Інституті зоології Національної академії наук Азербайджану.
Вивчав видовий склад, систематику, розподіл, від, темпи росту, розмноження та інші біолого-екологічні особливості бичкових риб (Gobiidae) Каспійського моря. Описав п'ять нових для науки видів — Benthophilus abdurahmanovi, Benthophilus casachicus, Benthophilus mahmudbejovi, Benthophilus pinchuki, Benthophilus svetovidovi, а також ряд підвидів. Автор 80 наукових праць, з яких 22 опубліковано за кордоном.